# مارکوس شوپ (بازیکن فوتبال)
مارکوس شوپ (انگلیسی: Markus Schupp؛ زادهٔ ۷ ژانویهٔ ۱۹۶۶) بازیکن فوتبال اهل آلمان است.
از باشگاه‌هایی که در آن بازی کرده‌است می‌توان به باشگاه فوتبال کایزرسلاوترن، باشگاه فوتبال هامبورگ، باشگاه فوتبال اشتورم گراتس، باشگاه فوتبال بازل، باشگاه فوتبال آینتراخت فرانکفورت، و باشگاه فوتبال بایرن مونیخ اشاره کرد.
وی همچنین در تیم ملی فوتبال زیر ۲۱ سال آلمان بازی کرده‌است.